# Sickle Ridge
Die Sickle Ridge (englisch für Sichelgrat) ist ein 8 km langer und über 2600 m hoher Gebirgskamm im ostantarktischen Viktorialand. In der Royal Society Range erstreckt er sich vom Massiv The Handle in südlicher Richtung zwischen dem Tedrow- und dem Emmanuel-Gletscher und endet in den Murcray Heights. 
Geologen des New Zealand Geological Survey erkundeten ihn bei einer von 1987 bis 1988 durchgeführten Kampagne. Das New Zealand Geographic Board benannte ihn 1994 deskriptiv nach seiner Sichelform.